# Госпин Шкољ
Госпин Шкољ је мало ненасељено острвце у хрватском делу Јадранског мора.
Госпин Шкољ се налази преко пута насеља Сресер на полуострву Пељешцу. Површина острва износи 0,016 км². Дужина обалске линије је 0,53 км.. 